# Tâmega
Pour les articles homonymes, voir Tâmega (homonymie).
Le portugais : Tâmega ou espagnol : Támega est une rivière hispano-portugaise, qui prend sa source au lieu-dit Alberguería à Verín, dans la province d'Orense, dans la communauté autonome de Galice en Espagne, et se jette dans le fleuve le Douro à Entre-os-Rios, dans le District de Porto au Portugal.

## Hydronymie
Le Tâmega tire son nom des Tamaganos, ou Tamagani (en latin), un peuple qui vivait sur les rives du Tâmega, aux alentours de Chaves, avant la conquête romaine de la péninsule ibérique.
Le préfixe "tam-" ou "ta-" pourrait signifier "de couleur sombre", comme de nombreux mots apparentés peuvent le laisser penser: темно en Russe, tamsi en Lituanien, tumsa en Letton, tamas en Sanskrit, tywyll en Gallois ou teimen en Moyen irlandais, signifient tous "sombre".
On retrouve ce préfixe pour plusieurs rivières galiciennes, comme le Tambre, le Támoga, ou le Tamuxe, et pour de très nombreux cours d'eau britanniques, comme la Tamise, le Tamar, ou le Tame.
Le Tâmega a donné son nom aux sous-régions Alto Tâmega, et Tâmega e Sousa.

## Géographie

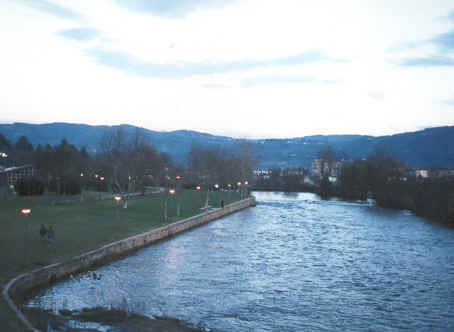
La Tâmega dans la traversée de Chaves

Après avoir pris sa source à 960 m d'altitude dans le village d'Alberguería à Verín, sur le mont Talariño, dans la Serra de San Mamede en Espagne, le Tâmega traverse les villes de Verín puis Laza.
La rivière constitue ensuite la frontière entre l'Espagne et le Portugal sur quelques kilomètres, entre la province d'Orense dans la communauté autonome de Galice en Espagne et le district de Vila Real dans la région Nord du Portugal. Son cours est de 145 km de longueur[réf. nécessaire].

Le Tâmega poursuit son parcours au Portugal en traversant la ville de Chaves, puis la région dite des « Terras de Basto », où il longe les territoires des municipalités de Ribeira de Pena, Mondim de Basto, et Celorico de Basto. Il traverse ensuite la ville d'Amarante, puis celle de Marco de Canaveses. Il devient un affluent du fleuve Douro au niveau de la freguesia d'Eja, à Entre-os-Rios.

### Bassin versant
Son bassin versant est de 3 200 km2[réf. nécessaire].

## Affluents

### En Espagne
- le rio de Carraixo (rd[note 1])
- Rio Cabras (rg)
- regato de Pepin (rg)

### Au Portugal
- Ribeira de Arcossó, à Vila Verde da Raia
- Rio Avelames, à Bragado (Vila Pouca de Aguiar)
- Rio Beça, à Vilar de Cunhas
- Rio Lourêdo, à Cerva
- Rio de Ouro, à Arco de Baúlhe e Vila Nune
- Rio de Veade, à Veade
- Rio Cabril à Mondim de Basto
- Rio da Vila, à Celorico de Basto
- Rio Olo, à Chapa Fridão
- Rio Ovelha, à Fornos
- Rio Orders, à Santo Isidoro

## Hydrologie
Son module est de 69 m3/s[réf. nécessaire] et son régime est pluvial océanique.

## Aménagements et écologie

### Production hydroélectrique
Le barrage de Torrão, situé dans la localité de Marco de Canaveses, est entré en service en 1998. D'une hauteur de 70 m, son potentiel total est de 140 MW. Sa production annuelle moyenne est de 222,3 GWh.
La mise en service du barrage de Fridão, au nord d'Amarante, était prévue pour 2016. La réévaluation du programme de barrage national a conclu qu'il était nécessaire de reporter à la fin de 2019 la décision de construire le projet hydroélectrique de Fridão. Son potentiel total sera de 238 MW. Sa production annuelle sera de 295 GWh.
En 2014, des investissements hydroélectriques sont prévus sur la partie supérieure du Tâmega, avec la construction de deux nouveaux barrages: Daivões e Alto Tâmega. Avec le troisième barrage Gouvães sur le Rio Torno, le projet Sistema Eletroprodutor do Tâmega (SET) aura un potentiel total de 1.158 MW, et une production annuelle de 1.766 GWh. Iberdrola a emporté l'appel d'offres concernant la construction et l'exploitation des centrales. La fin du chantier, qui emploie jusqu'à 1.700 personnes, est prévue pour 2023. En 2019, l'association Quercus demande la suspension des travaux dans les trois barrages, afin de mener à bien l'évaluation des conditions de sécurité.

### Transport
Une ligne ferroviaire, la Linha do Tâmega (pt), inaugurée en 1909 et définitivement fermée en 2012, permettait de rejoindre Arco de Baúlhe (pt) depuis Livração. D'une longueur de 51,7 km, elle traversait les villes d'Amarante, Chapa, et Celorico de Basto.
En 2019, Catarina Martins, chef de file du Bloco de Esquerda, plaide pour "la réouverture et la requalification de la Linha do Tâmega, à l'instar des autres lignes qui unissent les populations et assurent la cohésion territoriale".

## Source
- (pt) Cet article est partiellement ou en totalité issu de l’article de Wikipédia en portugais intitulé « Rio Tâmega » (voir la liste des auteurs).